# Deolinda

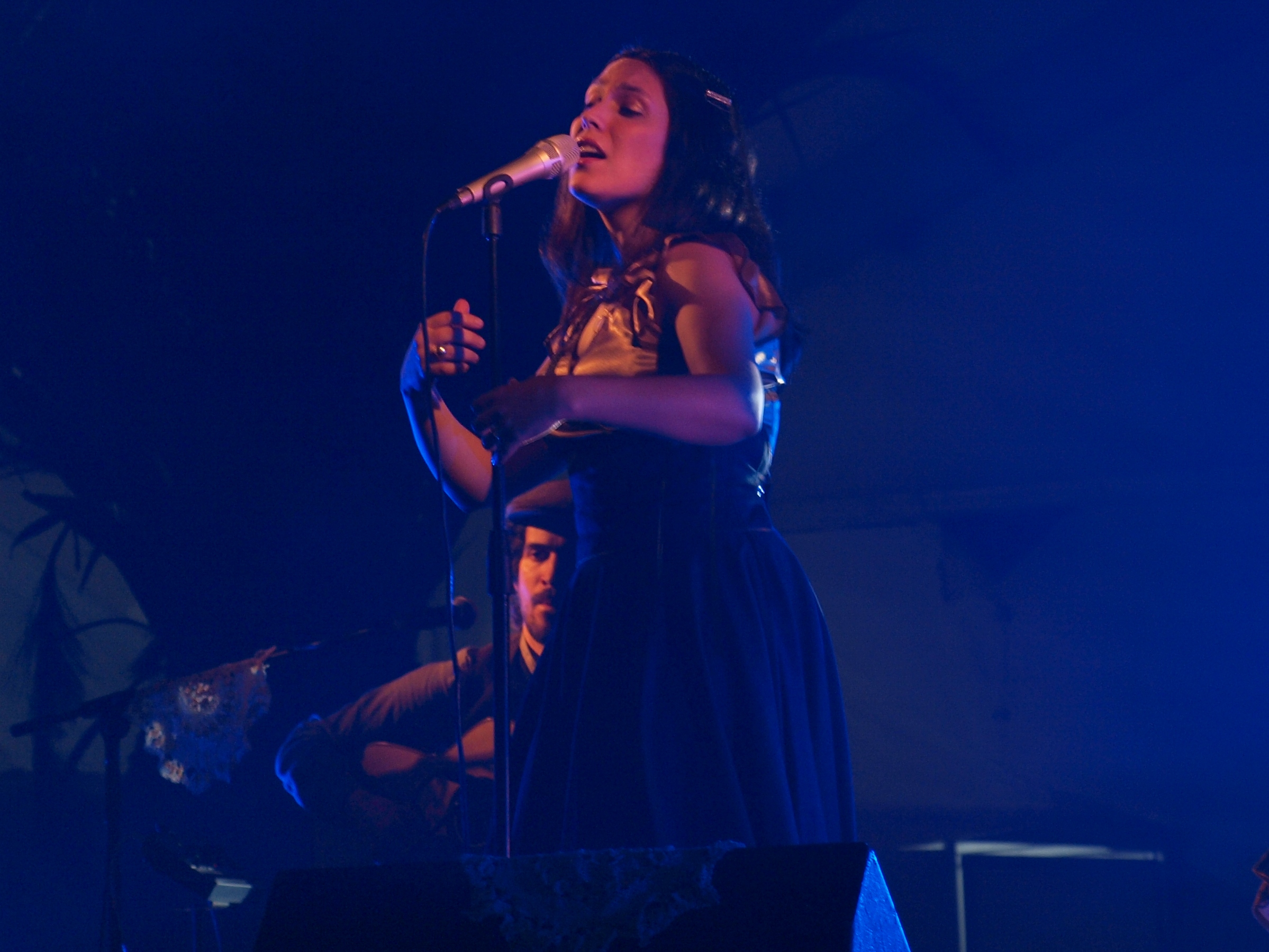
Sångerskan Ana Bacalhau i Deolinda

Deolinda är en portugisisk populärmusikgrupp, vars vokalist är Ana Bacalhau.
Gruppen Deolinda grundades 2006 och baserar sina låtar på de traditionella portugisiska fadon, men har förnyat denna genom osentimentrala vardagstexter och ironi. Gruppens första album, Canção ao Lado (Grannens sång) från april 2009, blev en storsäljare i Portugal.

## Gruppmedlemmar
- Ana Bacalhau (vokalist)
- Luís José Martins (gitarr, ukulele m.m.)
- Pedro da Silva Martins (text och musik, gitarr)
- Zé Pedro Leitão (kontrabas)

## Galleri

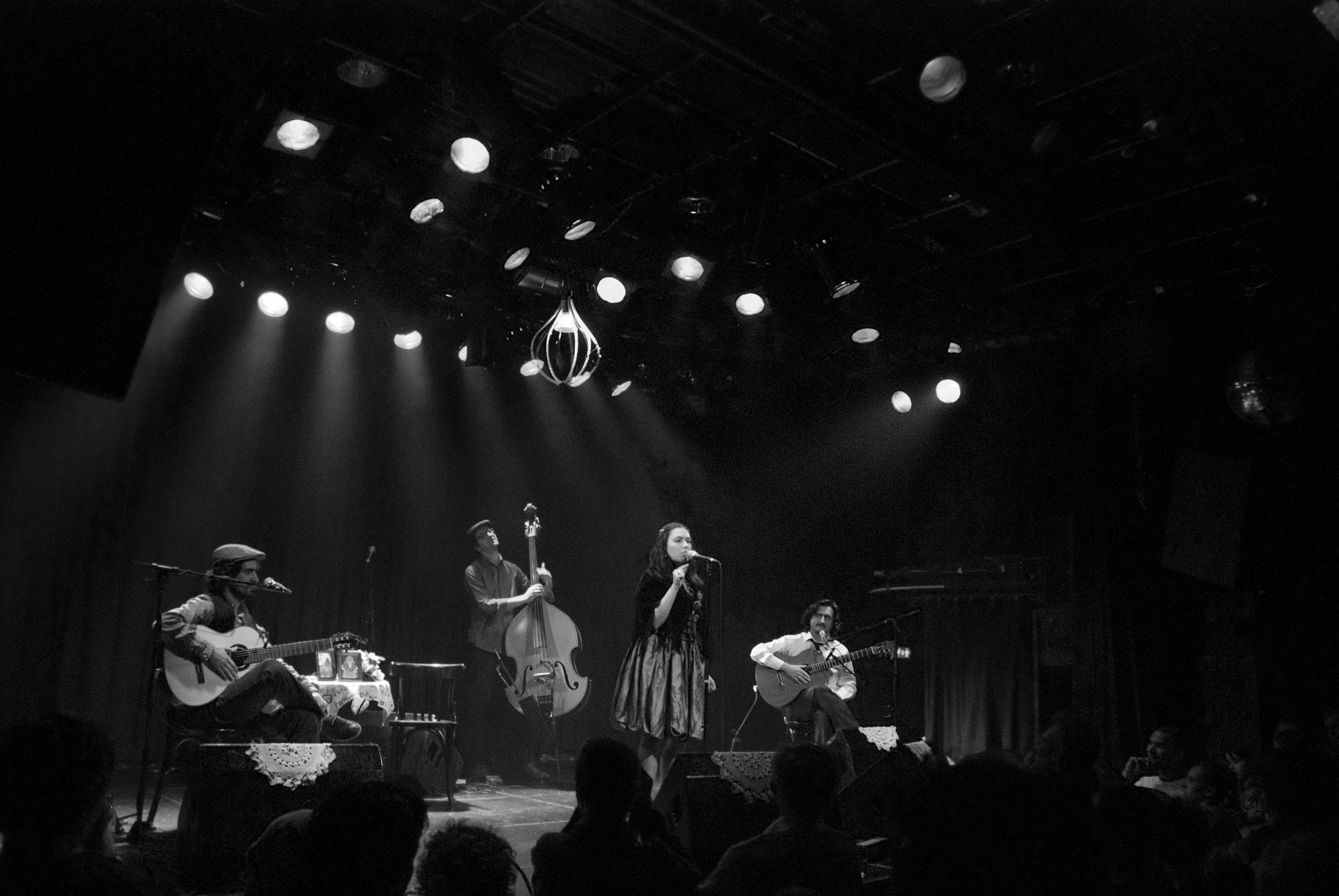
Deolinda i Amsterdam i april 2009.
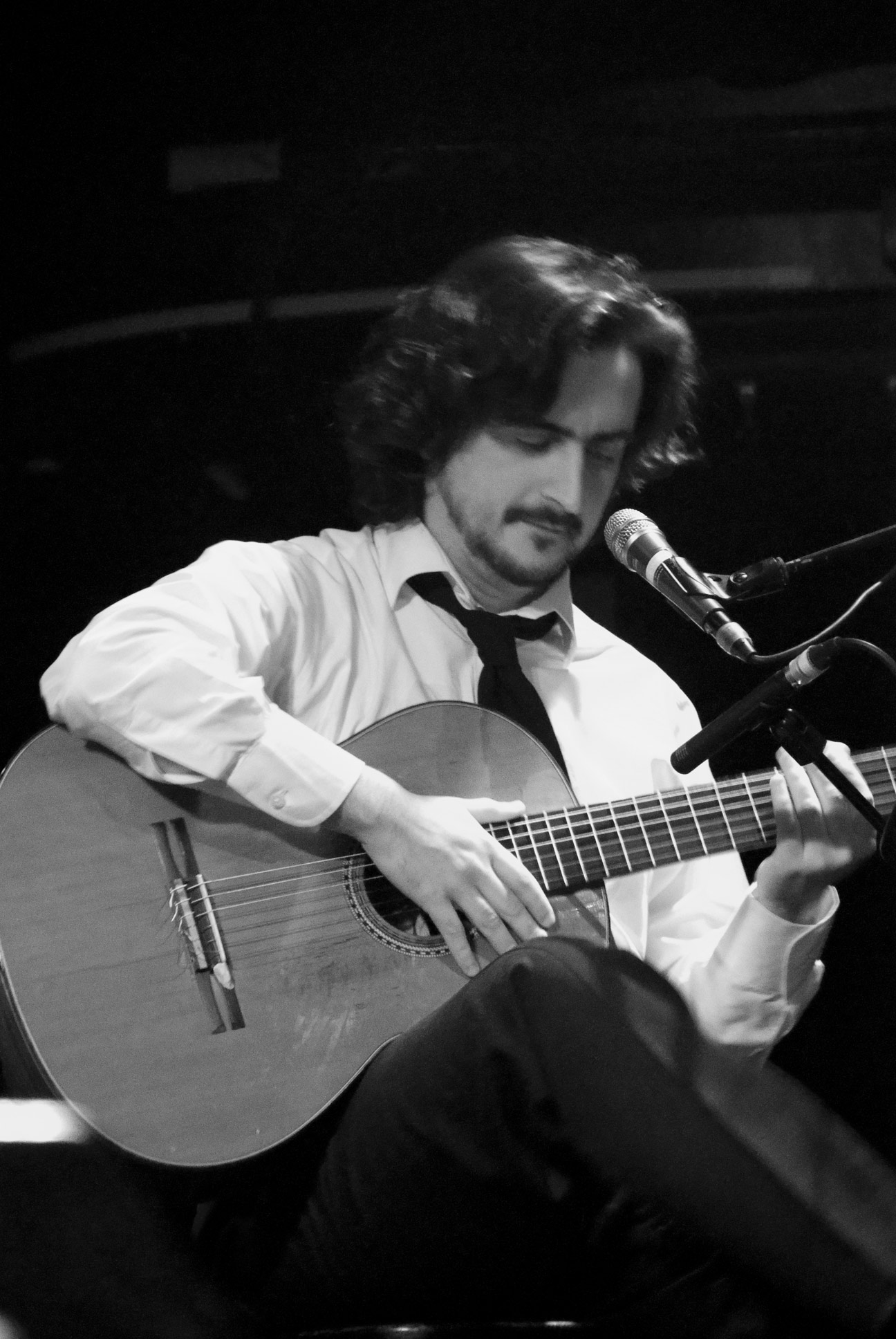
Pedro da Silva Martins
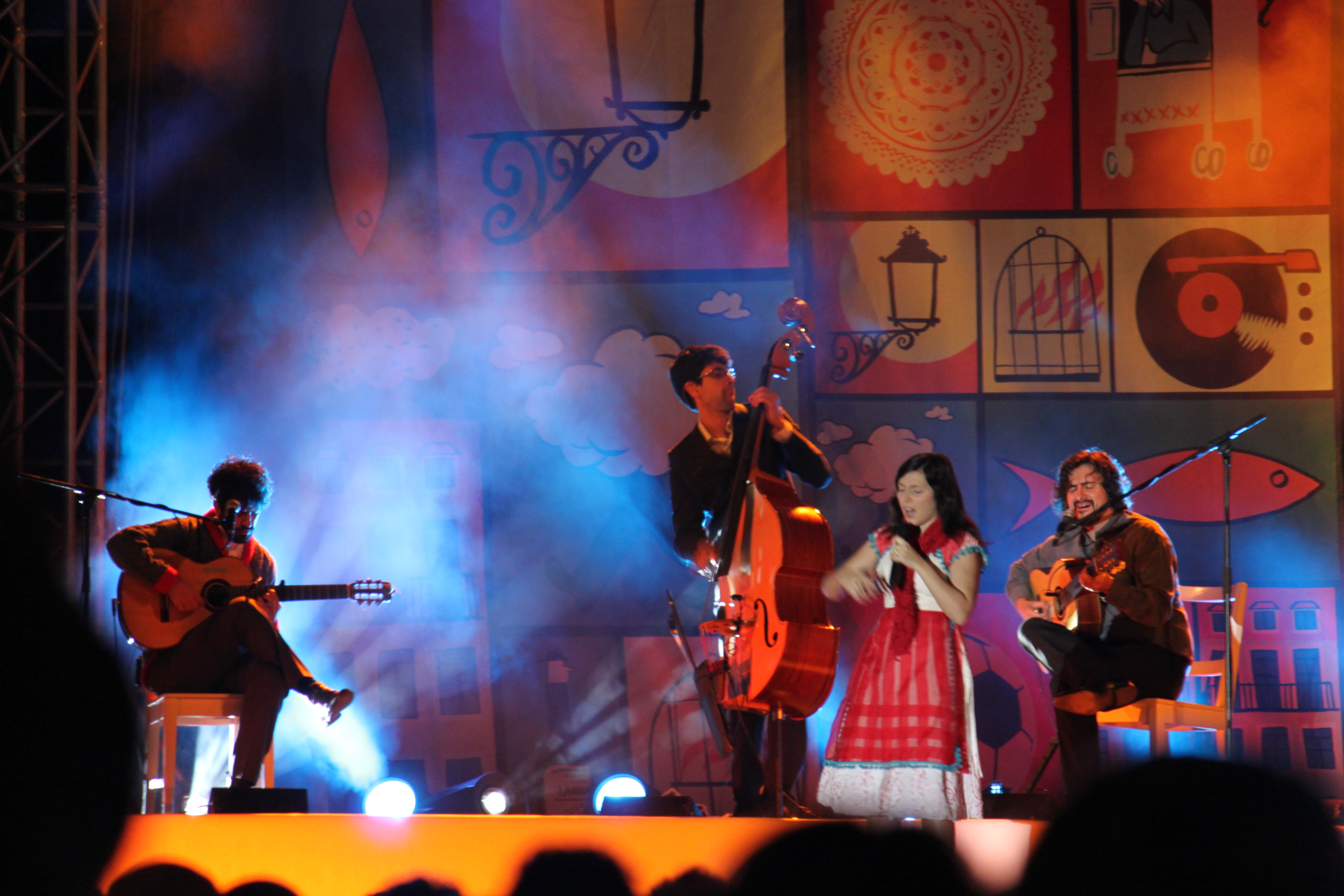
Deolinda i Oeiras, 2011

### Fotnoter
1. ↑   "ad lib" i Sveriges Radio P2 2009-10-29